# Мург (Північний Шварцвальд)
Мург (нім. Murg) — річка довжиною 80,2 км 
 
(включно з Рехтмургом), притока Рейну, в землі Баден-Вюртемберг, Німеччина. 
Протікає через Північний Шварцвальд та Верхньорейнську рівнину, перетинаючи райони Фройденштадт і Раштат.

## Географія

### Перебіг
Долина Мург є однією з найбільших і найглибших долин у Шварцвальді (глибина до 700 м) і, як правило, прямує в північному напрямку. 
Відокремлює багате на опади головне пасмо Північного Шварцвальду, включно з Горнісгрінде (1164 м), на заході, від плато з пісковику покритого густими лісами на сході.
Мург бере початок з 2 великих твірних на заході муніципалітету Баїрсбронн. 
Правий Мург (нім. Rechtmurg) починається нижче Шліфкопф приблизно на висоті 870 м над  рівнем моря від злиття потоку Шурбах і ставка Тренкентайх, трохи вище Мургуршпрунг («Джерело Мурга»). 
Іншим західним верхів’ям є Червоний Мург (нім. Rotmurg), джерелом якого є Ротмургбруннен (915 м н.р.м.), яке починається з перевалу Ругештайн (915 м) і живиться такими струмками, як Фінстербехле та Муккенбехле.
Від місця злиття двох своїх твірних приблизно на висоті 595 м н.р.м. Мург тече на південний схід через долину Міттельталь до Баїрсбронна, де він зливається з Форбахом, який впадає з півдня. 
Звідси прямує автострада B 462 і залізниця Мургтальбан. 
Далі річище прямує на північний схід до Клостеррайхенбаха, але потім на NNW. 
У широкій долині Візенталь воно проходить повз сіл Рет, Гузенбах і Шенмюнцах. 
Протікаючи через вузьку, малонаселену ущелину з крутими схилами, річка проходить скелясту ділянку, в якій знаходяться поселення Форбах, Гаусбах, Лангенбранд і Ау-ім-Мургталь. 
У долині, що повільно розширюється, річище прямує вздовж сіл, що розташовані одне за одним: Вайзенбах, Гілперзау, Оберсрот, Шоєрн, місто Гернсбах і, нарешті, село Герден. 
Між пологими схилами пагорбів Мург протікає на північний захід через Оттенау, повз промислове місто Гаггенау та села Бад-Ротенфельс, Оберндорф, Бішваєр і Куппенгайм, де виходить на Верхньорейнську рівнину. Тут річище перетинає автомагістраль A5 біля Нідербюля, а в районі Раштату — B3, Рейнську залізницю та залізницю Мангайм — Базель. 
Нижче Райнау Мург впадає в Рейн біля Штайнмауерна на висоті близько 110  м н.р.м.  на 344,5 кілометрі Рейну.
З французької сторони, майже навпроти гирла Мурга, впадає Зауер, що тече з Північних Вогезів.

### Дані про водойму
Від злиття двох її верхів'їв ( Рехтмург і Ротмург ) у Баїрсбронн-Оберталь до гирла довжина Мурга становить 72,350 км 
  (~ 72,4 км). 
Разом із Ротмургом, який бере початок від Ротмургбруннен поблизу Ругештайна, він має довжину 79,661 км   (~ 79,7 км), а разом із Рехтмургом, який починається на Шліфкопфі біля Мургурспрунгу та має довжину 7,881 км , це 80,231 км. км (~ 80,2 км).
Площа сточища Мурга — 617 км².
По відношенню до водозбору Мург має велику об'ємну витрату (18,4 м³/с). 
Водозбірні райони верхів'їв річки Мург і її притоки Шенмюнцах мають швидкість течії 50 л/с.км², найвищу в Баден-Вюртемберзі.

### Природні регіони
Мург тече з півдня на північ через чотири відтінки.
- Його верхня частина в районі Баїрсбронну є типовою долиною Шварцвальду з широкими луками та селами, де колись переважало сільське господарство. Багато бічних долин мають типову форму жолобової долини з крутими схилами.
- Середня частина долини Мург — безлюдна лісова ущелина з гранітними скелями та ухилом до 3,3%, дуже схожим на гірський потік. Побудована ГЕС-ГАЕС Шварценбах. Вона розташований прямо над Форбахом, головним поселенням у цій частині долини.
- Нижня долина Мург, як і Візенталь, є одним із промислових коридорів Шварцвальду. Долина тут має глибину понад 700 метрів, спочатку з бездоріжним дном ущелини, яке дедалі більше розширюється і дає місце для численних сіл і міст. Його історичним центром є Гернсбах , також центр паперової та картонної промисловості долини; найбільшим містом став Гаггенау з його багатим на традиції виробництвом двигунів (включно з Unimog). Річка в багатьох місцях супроводжується промисловими каналами, а від Гернсбах-Норда майже повністю каналізована. Роботи з ренатуралізації були проведені в Бишваєрі у 2011 році. Мета полягала в тому, щоб створити майже природне річище з відмінностями в течії, субстратах і глибинах, щоб можна було створити різноманітні середовища існування для риб та інших дрібних істот.
- Біля Куппенгайму Мург виходить на Рейнську рівнину, де минає центр Раштату. Наприкінці XVIII та на початку XIX століть річище Мурга в долині Рейну було каналізовано. Безпосередньо перед нинішнім впадінням у Рейн поблизу Штайнмауерна канал річки прорізає водно-болотні угіддя річкових лук Раштату. Його місце впадіння було переміщено приблизно на 1,5 км на північний захід під час роботи Йоганна Готфріда Тулли[en] з випрямлення Рейну.

## Притоки
Мург тече не посередині свого витягнутого водозбору, а далі на схід, так що більше і більші притоки приєднуються до нього із заходу, ніж зі сходу. Його західні притоки: Тонбах, Шенмюнц, Раумюнцах і Ос, його притоки зі сходу: Форбах і Засбах.

## Адміністративний поділ
Старий державний кордон між Королівством Вюртемберг і Великим герцогством Баден проходить між Баїрсбронн-Шенмюнцах і Форбах-Кіршбаумвазен. Верхня, колишня Вюртемберзька частина долини сьогодні належить району Фройденштадт. 
Нижня частина, яка з ХІІ століття перебувала під владою Еберштейнів, а пізніше відійшла до Бадену, сьогодні є частиною району Раштат.